# Синє озеро (Виноградар)
Синє озеро — безстічне озеро на південній околиці Пуща-Водицького лісу, на західній околиці житлового масиву Виноградар. Найбільше з вододільних озер Києва. Станом на 2001-2002 роки в озері мешкало 12 видів риб серед яких були плітка, карась звичайний та сріблястий, короп, окунь, щука

## Висихання та відновлення озера

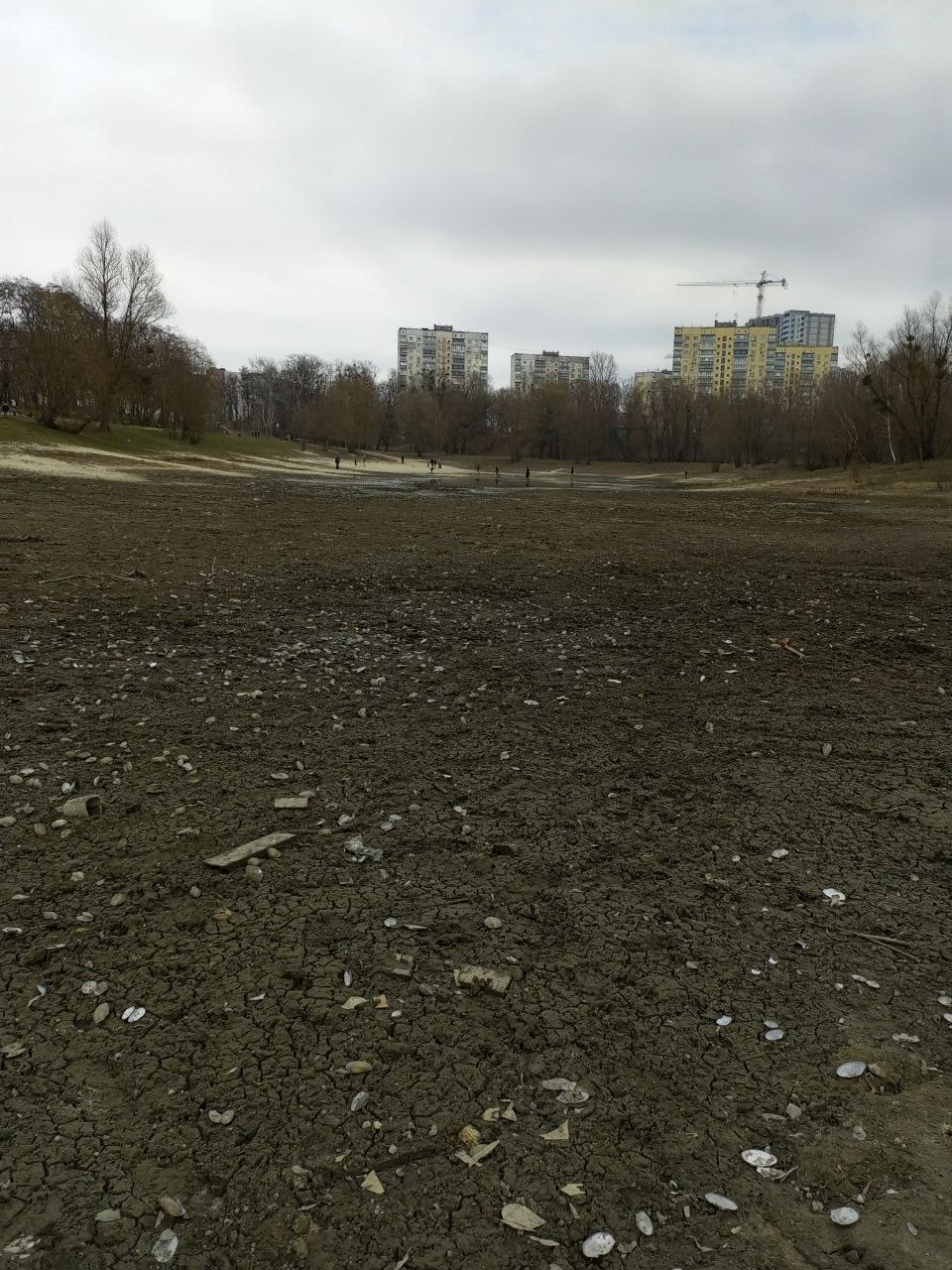
Вид на висохле Синє озеро (17 березня 2024 року)

Останні 40 років поступово рівень води в озері падав і вже станом на осінь 2023 року Синє озеро остаточно висохло.  У 2023 році озеро отримало фінансування з Київського міського фонду охорони навколишнього середовища для проведення ряду заходів, розчищення та благоустрій водойми. З березня 2024 проведено заповнення технічною водою за сприянням "КиївВодоканал". 
За проєктом буде розчищено дно водойми задля відкриття природних джерел для поповнення водного ресурсу. В результаті вжитих заходів буде відновлено оригінальну площу озера та покращено його стан, забезпечуючи стале наповнення водойми.  У вересні 2024 року почалися роботи з відновлення озера. Під час першого етапу відновлення розчистили обидві частини озера та дві з'єднувальні протоки, укріпили одну з них.

## Розташування
Озеро розташоване на плоскій рівнині між долинами річок Дніпро та Ірпінь. 

## Основні параметри
До висихання озеро мало такі параметри:довжина — 700 м, ширина — до 200 м, площа — близько 15 га. Станом на початок 2025 року точні параметри озера невідомі, бо озеро поступово наповнюється. Очікуваний час наповнення становить не менше 2 років.